# Петро (Стасюк)
Петро́ Стасю́к (англ. Peter Stasiuk; 16 липня 1943, Роблін — 13 серпня 2025, Вінніпег) — єпископ Української греко-католицької церкви; з 16 грудня 1992 року по 15 січня 2020 року єпископ Мельбурнської єпархії свв. апп. Петра й Павла; редемпторист.

## Біографія
Народився в фермерській родині, Роблін (Манітоба, Канада). Після закінчення 9-го класу школи вступив до колегії святого Володимира (малої семінарії отців Редемптористів), яку завершив 1960 року. Того ж року вступив на новіціат отців Редемптористів. 28 серпня 1962 року склав перші обіти, а 28 серпня 1965 року — довічні обіти.
Богословську освіту здобув в університеті святого Павла. Крім того, він вивчав французьку та українську мови в університетах в Оттаві (Канада) і в Турі (Франція).
Ієрейські свячення отримав 2 липня 1967 року в церкві святого Йосифа у Вінніпезі (Манітоба), святитель — митрополит Максим Германюк, ЧНІ.
1967—1975 рр. — сотрудник парафії Найсвятішого Ізбавителя в Робліні (Манітоба). Водночас виконував обов'язки префекта та учителя в колегії святого Володимира.
1975—1978 рр. — сотрудник парафії Найсвятішого Серця в Ітуні (Саскатун).
1978—1981 рр. — парох парафії Пресвятої Євхаристії в Торонто.
1981—1993 рр. — директор колегії святого Володимира.

## Єпископ
16 грудня 1992 року Папа Римський Іван Павло II призначив ієромонаха Петра Стасюка, ЧНІ, єпископом українців греко-католиків, що проживають в Австралії, Новій Зеландії та Океанії. 9 березня 1993 року він отримав архієрейську хіротонію (головний святитель — митрополит Максим Германюк, співсвятителі — митрополит Стефан Сулик і єпископ Мирон Дацюк, ЧСВВ). 2 травня 1993 року відбулася інтронізація нового єпископа в катедральному соборі святих Верховних Апостолів Петра і Павла в Мельбурні.
Владика Петро ніколи раніше не був у Австралії, не знав чим живуть тутешні українці: «Я ніколи не був у Австралії, більш-менш знав де вона знаходиться, але не мав поняття про ситуацію в Австралії. Я приїхав у Австралію у віці 49 років і вже мав багато практики по парафіях, певне поняття про суть церкви та що означає бути церквою. Звичайно, були певні культурні непорозуміння, адже я з Канади, а тутешня еміграція на 70 років молодша за канадську. Мені допомогло те, що в Канаді я побачив що стається з громадою, яка довший час живе не поселеннях. У Канаді це було вже третє покоління, а в Австралії лише перше. Тому я більш-менш знав що станеться в Австралії у церкві з практикою віри. Я знав що потрібно готувати молодь та церкву, що потрібно розуміти, що ми залишаємося тут, а культура Австралії досить сильна і асиміляція буде проблемою. Зараз ми в Австралії дійшли до того, що я бачив двадцять п'ять років тому в Канаді. Проте, несподівано для мене, через появу нових форм комунікації все відбулося значно швидше».
Владика Петро Стасюк заснував рух «Українська Молодь — Христові» в Австралії, є членом екуменічного комітету і секретарем імміграційного комітету в Єпископській конференції Австралії. Він багато працює з молоддю і тому, є популярним серед учнів. За свою роботу, зокрема як хокейний тренер, владика Петро отримав багато нагород, які й досі зберігаються в його канцелярії.
Преосвященний Петро Стасюк відомий своєю працею для української церкви не лише в Австралії, але й в цілому світі. У 2009 році австралійський уряд за значні досягнення відзначив його медаллю Ордена Австралії.
Він любить бути на природі, а в дитинстві хотів бути лісником. Від батьків владиці передалась любов до землі. На задньому подвір'ї катедрального храму свв. апп. Петра і Павла він має чудовий город, де вирощує овочі та ярину.
25 серпня 2018 року преосвященний владика Петро Стасюк став головним капеланом Спілки української молоді (СУМ).
15 січня 2020 року Папа Франциск прийняв зречення з пастирського уряду, подане владикою Петром Стасюком, ЧНІ, Єпархом Єпархії святих Петра і Павла в Мельбурні УГКЦ в Австралії.